# TV Tucuju
TV Tucuju é uma emissora de televisão brasileira sediada em Macapá, capital do estado do Amapá. Opera no canal 24.1 HD e é afiliada à RedeTV!. Pertence ao grupo Sistema Beija-Flor de Radiodifusão, que também controla a Rádio 102 FM e outras emissoras de rádio pelo interior.

## História
Em 1992, inicia-se as transmissões no canal 24, através da extinta TV Rio Amazonas, uma repetidora da MTV Brasil. Após ficar fora do ar por algum tempo a emissora retornou com o nome de TV Tucuju, permanecendo afiliada à MTV Brasil, uma geradora de propriedade do senador Gilvam Borges, proprietário também de uma rede de emissoras de rádio na capital e no interior do Amapá. A palavra "Tucuju" remete ao nome do primeiro povo indígena a ocupar o território onde hoje está localizado o Estado do Amapá.
Em 2000, a TV Tucuju estrutura significativamente uma grade de programação local, e altera a afiliação para a RedeTV!.
Em 2003, a apresentadora Janete Silva  a convite do empresário Geovani Borges, foi contratada pela TV Tucuju, para comandar um programa aos sábados e domingos, passando posteriormente a apresentar o programa Janete Silva Show diariamente e ao vivo com três horas de duração, iniciando às 15h.

## Descumprimento de lei eleitoral
Na época das eleições no ano de 2014, houve várias pressões do Tribunal Regional Eleitoral do Amapá (TRE AP), ou seja, o próprio proprietário, que no caso é o ex-senador Gilvam Borges, teve as suas emissoras, nas áreas de rádio e TV a ficarem fora do ar por um tempo determinado, por um descumprimento de lei eleitoral, pois a propaganda do próprio candidato que é o proprietário da emissora estava criticando um concorrente dele nas eleições, ou seja, uma calúnia, inclusive essa desobediência custou uma multa diária de R$10,000, segundo o site do G1 Amapá, isso aconteceu pela segunda vez. E na portaria da emissora estava inserido um aviso feito pelo TRE AP, que diz "Fechado por determinação Judicial".